# عثمان شيرين
عثمان شيرين (بالتركية: Osman Şirin)‏ (ولد في 5 نوفمبر 1943 في محافظة طرابزون) قاضي تركي يشغل حاليا منصب نائب الرئيس الأول لمحكمة النقض.

## روابط خارجية
- عثمان شيرين في موقع المحكمة العليا الرسمية للاستئناف (بالإنجليزية)